# Ho scritto una canzone
Ho scritto una canzone è un brano del cantante Simone Tomassini.
Il brano era stato proposto a gennaio per il festival di San Remo 2010 ma non passò la selezione per accedervi.
Venne però pubblicato su iTunes a novembre 2010 per l'etichetta Makno Music come singolo per anticipare l'uscita del quarto album ufficiale previsto con il nome “Vivo e Vegeto” per la stessa etichetta il mese successivo
Il quarto album ufficiale uscì invece a maggio 2011 e il suo titolo fu Simone Tomassini per l'etichetta Gallery Records Inc. e comprese il brano come seconda traccia.
L'album comprese anche la versione in spagnolo "He escrito una cancion" come nona traccia.
Simone afferma di aver composto il pezzo nel suo viaggio a New York dicendo:” Quando ero a New York mi guardavo intorno e ogni giorno scrivevo delle frasi. Poi ho capito che potevo metterle tutte insieme. Come i pezzi di un puzzle. Ecco come “ho scritto una canzone”!
La stesura della canzone è stata particolare rispetto al modo di fare consueto di Simone che ha affermato che di solito scrive la musica iniziando a metterci sopra delle parole a caso, arrivando poi a scrivere il testo “giusto”,e che invece stavolta il percorso è stato inverso.
Il video della canzone è stato girato a New York